# Bothriochloa wrightii
Bothriochloa wrightii är en gräsart som först beskrevs av Eduard Hackel, och fick sitt nu gällande namn av Johannes Jan Theodoor Henrard. Bothriochloa wrightii ingår i släktet Bothriochloa och familjen gräs. Inga underarter finns listade i Catalogue of Life.